# Stolpkerk

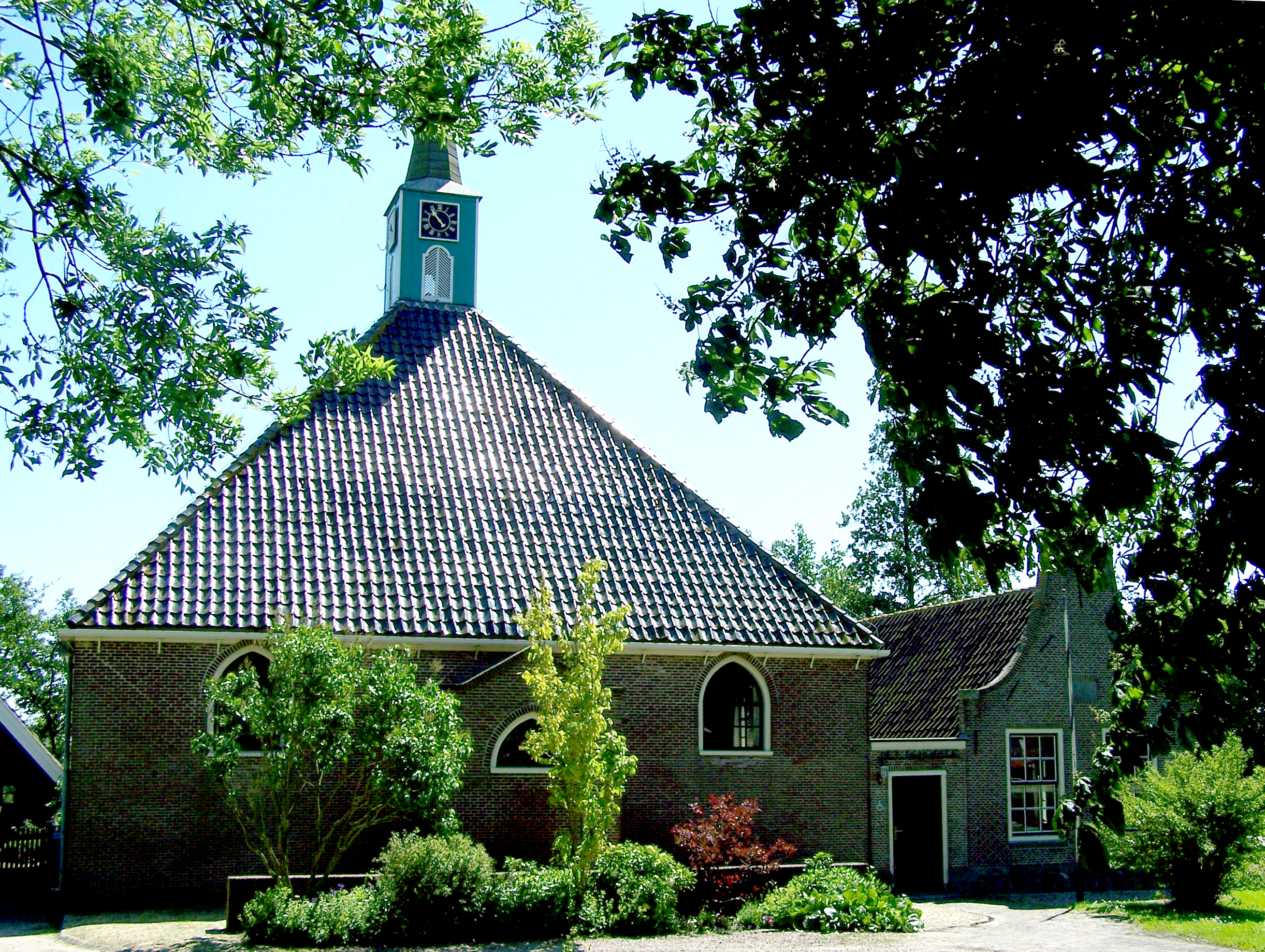
Het "Zwarte Kerkje" van Zuidschermer.

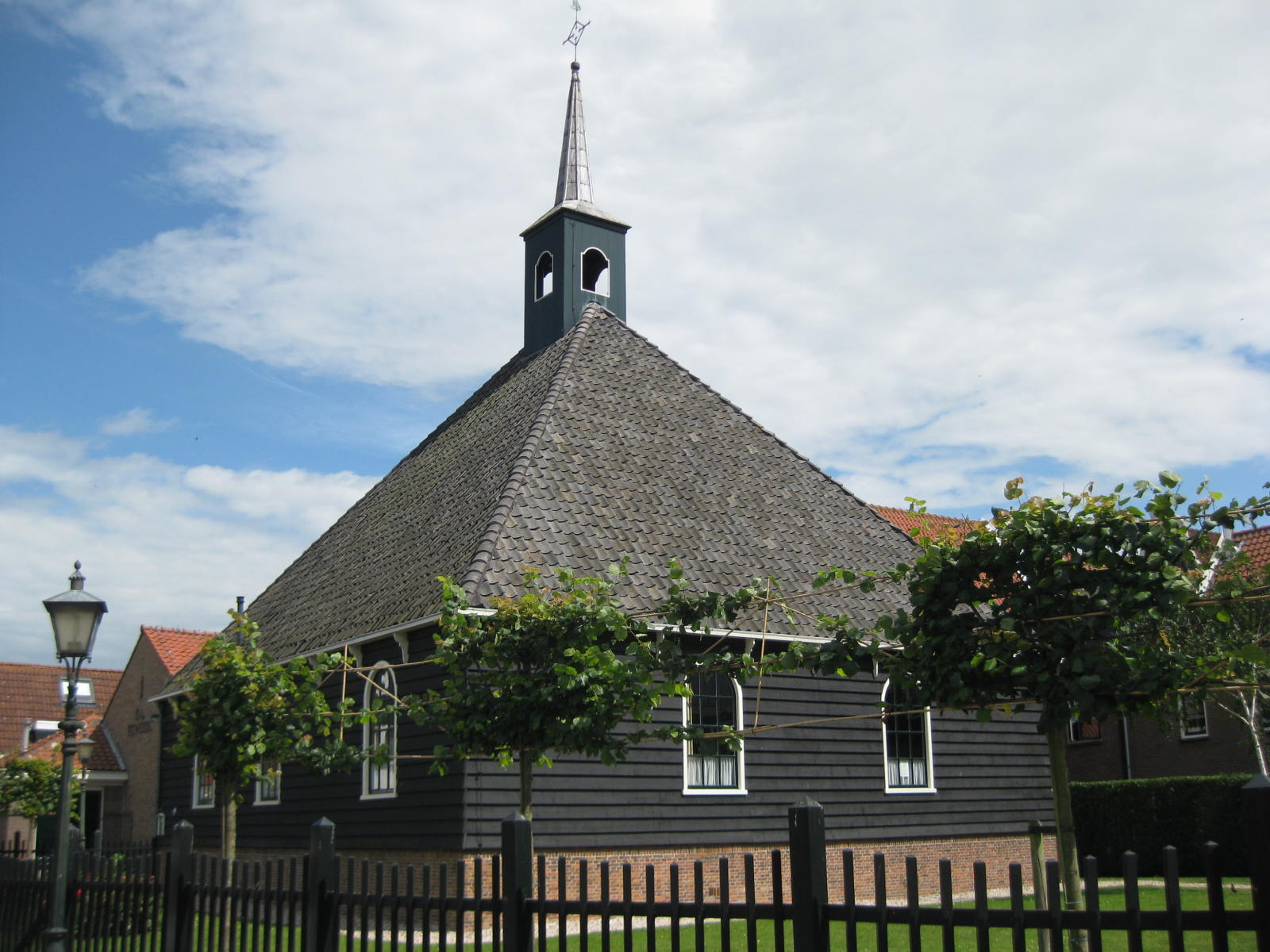
Stolphoevekerkje in Volendam

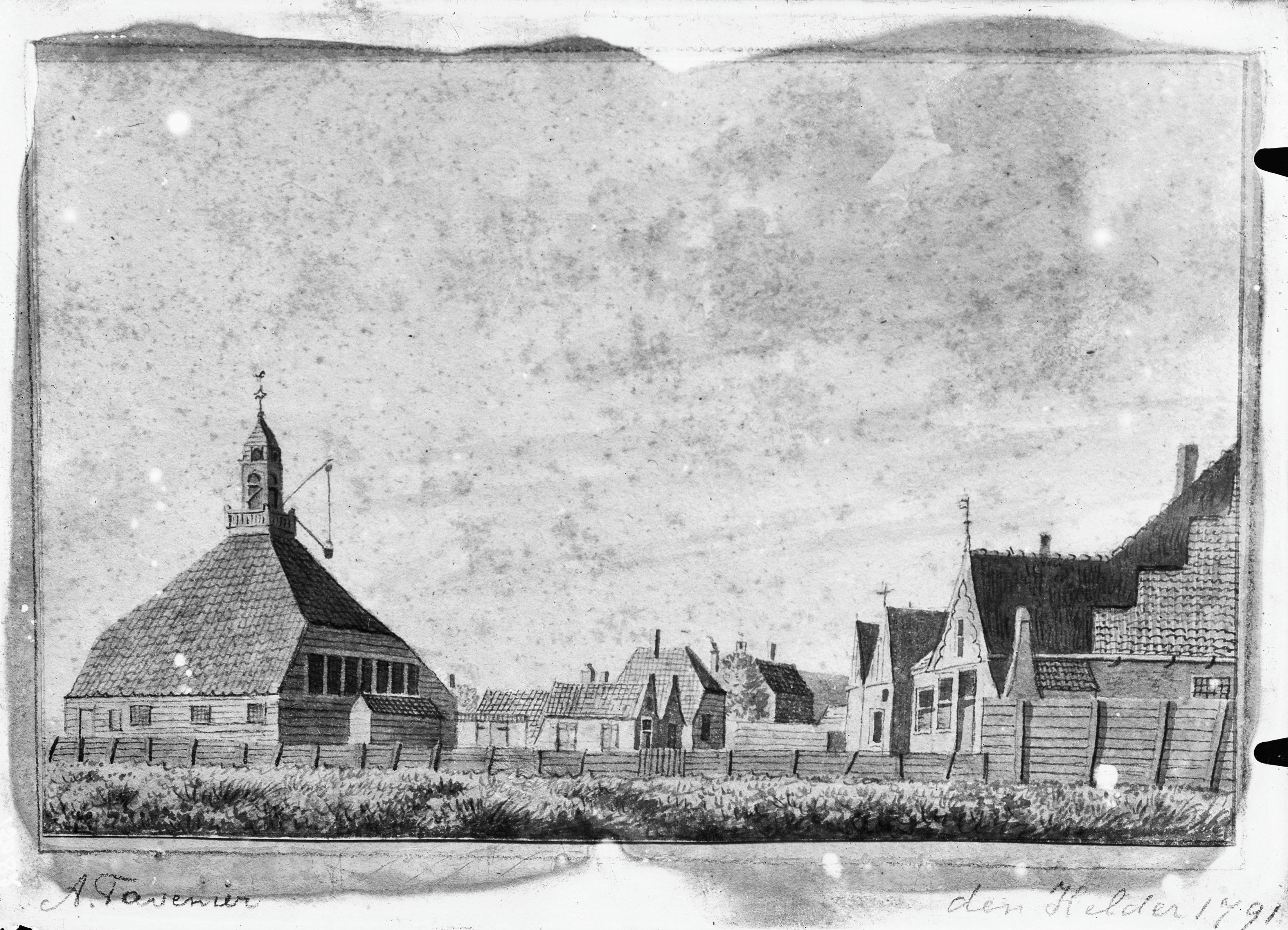
De stolpkerk van Den Helder

Een stolpkerk of stelpkerk is een kerkgebouw in de vorm van een stolpboerderij. Dit type kerk is uniek voor Noord-Holland. Stolpkerken hebben een eenvoudige constructie die, net als bij stolpboerderijen, op een "vierkant" rust, een houten constructie van vier staande balken die zo het piramidevormige dak torsen. Stolpkerken hebben een centralistisch grondplan, wat het ontwerp vooral bruikbaar maakt voor de protestantse eredienst, waarbij de Bijbel en de preekstoel in het midden kunnen worden geplaatst. Het type was ooit redelijk populair op het Noord-Hollandse platteland, maar tegenwoordig resten er nog maar enkele voorbeelden. Nauw verwant zijn de schuurkerken, die waren gemodelleerd naar het hooihuis of naar driebeukige schuren.

## Geschiedenis
Na de reformatie ontstond bij de nieuwe protestantse gelovigen behoefte aan eigen kerkgebouwen die in ontwerp en aankleding geschikt waren voor de protestantse eredienst. De bestaande middeleeuwse kerken, gebouwd voor en door katholieken, voorzagen immers niet in die behoefte. Vroege voorbeelden van zuiver protestantse kerkarchitectuur zien we in Willemstad en in Middelburg (Oostkerk), waarbij voor koepelkerken gekozen werd. Die hadden een centralistisch ontwerp en beantwoordden zo aan de moderne religieuze idealen, waarbij de Bijbel centraal zou komen te staan.
In Noord-Holland was de situatie diffuus. Het katholicisme stond hier veel sterker dan in veel andere delen van de Republiek, en verder waren hier veel doopsgezinden. Beide gezindten werden officieel vervolgd maar in de praktijk gedoogd. Zij gebruikten eenvoudige schuilkerken, vaak in de vorm van boerenschuren of hooihuizen, de zogenaamde schuurkerken. Het oudste bekende voorbeeld van een stolpkerk is de rooms-katholieke schuilkerk in Krommenie uit 1612, die  ontstond uit een aangekochte langhuisstolp. De nieuwe hervormde kerken die gebouwd werden onderscheidden zich hier meestal juist van door een eerder middeleeuws ontwerp. Zo werd de Grote Kerk van De Rijp in 1635 nog met een echt gotisch koor uitgebreid.
De heersende eenvoud (schuurkerkjes) en de ook in Noord-Holland sterker wordende behoefte aan eigen, zuiver protestantse kerkarchitectuur resulteerde uiteindelijk in de bouw van meerdere stolpkerken, die dus in zekere zin als een "centralistische schuurkerk" kan worden beschouwd. In 1658 werd, op kosten van de Staten van Holland en West-Friesland, in het zo katholieke Volendam de allereerste stolpkerk gebouwd. Het gebouw zou zijn ontworpen door een molenmaker. Het houten gebouwtje had het gewenste vierkante grondplan en een torentje in het midden.
In 1662 trok de kerkmeester van de nieuwe gemeente Schermer naar Edam om aldaar het bewaarde bestek van de stolpkerk van Volendam op te halen. Met deze informatie werd in Zuidschermer een getrouwe kopie van de Volendammer kerk opgericht. Het hout werd zwart geteerd en hoewel in later eeuwen de buitenwanden met baksteen werden versterkt, wordt het kerkje nog altijd het "Zwarte Kerkje" genoemd.
Na deze twee vroegste voorbeelden verrezen op verschillende plekken in Noord-Holland stolpkerken, onder meer in Schagerbrug, Huisduinen, Den Helder en Uitdam. In Sint Maartensbrug kwam een bijzondere kerk gereed, die wel de constructie van een stolpkerk had, maar geen pyramidevormig dak - de kerk ziet er van buiten dan ook als een "normale" kerk uit. Ook bij de bouw van de Amstelkerk te Amsterdam in 1668 maakten de bouwers gebruik van een architectonisch ontwerp in de vorm van "een Schuer in maniere als d'andere Schueren sijn", kortom een ontwerp dat was ontleend aan de stolpkerk. Een ander voorbeeld ten slotte is de Portugees-Israëlietische Synagoge te Amsterdam uit 1612, waarvan de oorspronkelijke eenbeukige bouw vanaf 1670 werd uitgebreid tot een gecompliceerde zuilenconstructie.

## Nog bestaande stolpkerken

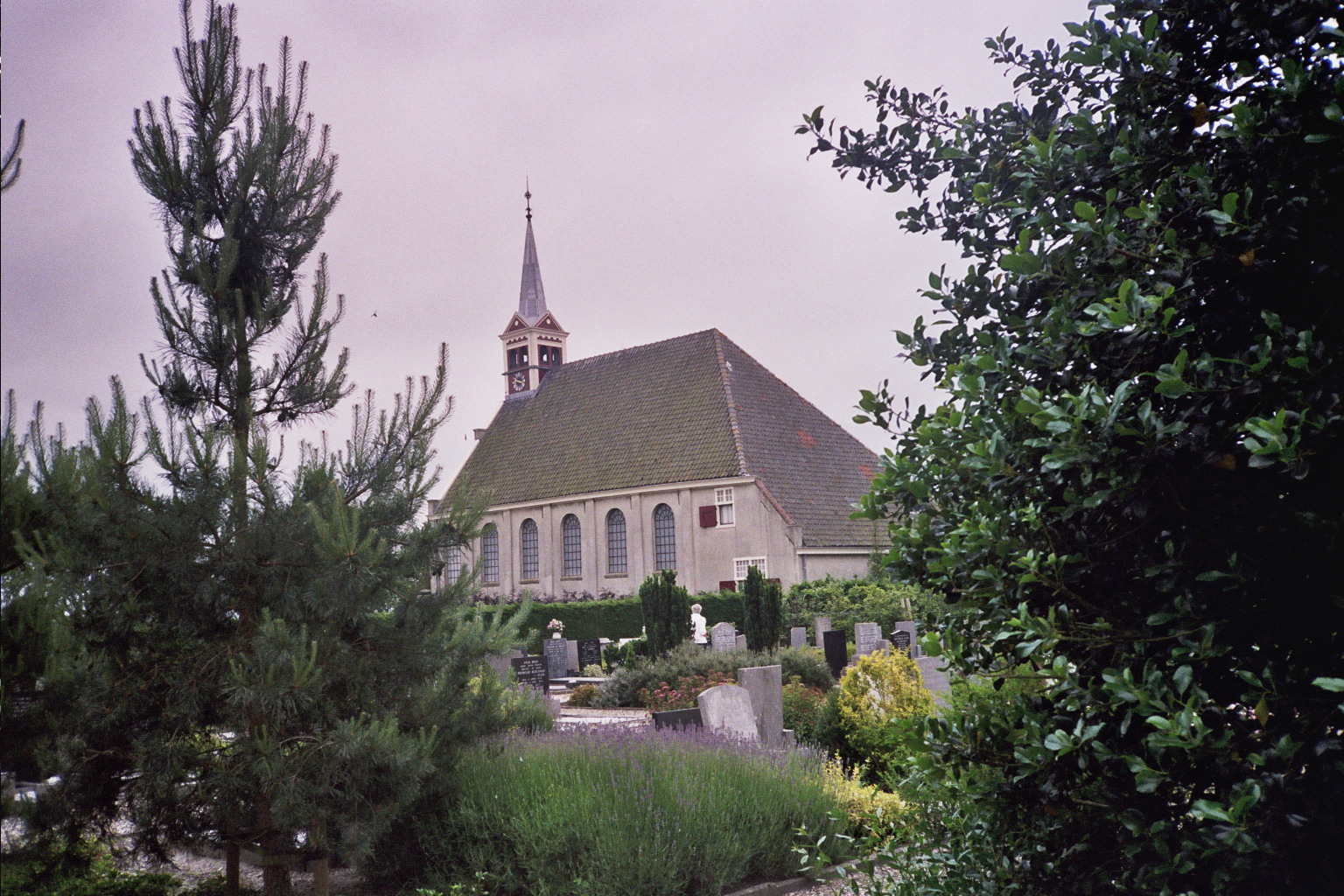
Het kerkje van Sint-Maartensbrug ziet er niet als een stolpkerk uit, maar heeft wel deze constructie.

De stolpkerken waren bijzonder eenvoudig van opzet. Vele ervan zijn in de negentiende en twintigste eeuw vervangen voor grotere, stenen gebouwen. Tegenwoordig zijn alleen de twee eerste goed bewaard gebleven, namelijk die van Volendam en Zuidschermer. Alleen de Volendammer kerk is geheel authentiek, de kerk van Zuidschermer werd in de 19e eeuw met bakstenen buitenwanden verstevigd. Een derde exemplaar staat in Sint-Maartensbrug, maar hier heeft het dak niet de typische piramidevorm. Op het houten vierkant (hier vormgegeven als Toscaanse zuilen) rust in deze kerk een tongewelf waarlangs aflopende zijbeuken zijn opgericht. Van buiten ziet deze kerk er hierdoor als een gewone zaalkerk uit. Bekend is dat men voor de bouw nog overwogen heeft, een kopie van de kerken in Volendam en Zuidschermer te bouwen, maar uiteindelijk koos men dus voor een iets ander ontwerp. Een laatste voorbeeld is de "kapel" van Durgerdam, opgericht in 1687. Dit gebouw is vooral als raadhuis in gebruik geweest en is dus eigenlijk geen kerk, maar het ontwerp is wel hetzelfde als dat van de "echte" stolpkerken en de eerste functie was wel degelijk een religieuze. Al deze gebouwen zijn van grote historische waarde en zijn geklasseerd als rijksmonument.
De oud-katholieke kerk van Zaandam (1695), de doopsgezinde vermaning van Krommenie (1703) en de Zuidervermaning te Zaandam (1734) zijn gebouwd in de stijl van een hooihuis.

## Verdwenen stolpkerken
Veel stolpkerken zijn in de loop der tijd verdwenen. De eerste hervormde stolpkerk die verloren ging was die van Camperduin: zij werd al in 1799 verwoest bij de Brits-Russische inval. De Huisduiner kerk raakte in dezelfde periode beschadigd en werd in de 19e eeuw vervangen. Hetzelfde gebeurde in Den Helder en Schagerbrug. In Uitdam werd in 1843 nog een laag stolpkerkje gebouwd, maar dat is in 1940 gesloopt. In 1961 werd er in Alkmaar een stolpkerk gebouwd, ditmaal voor de katholieken. Dit unieke gebouw werd in 2007, ondanks protesten, weer gesloopt.  